# ガイウス・ポンプティヌス
ガイウス・ポンプティヌス（Gaius Pomptinus）はプレブス（平民）出身の共和政ローマの政治家・軍人。紀元前63年に法務官（プラエトル）を務めた。紀元前62年から紀元前60年にかけてのガリアの反乱を鎮圧し、紀元前54年に凱旋式を実施した。

## 経歴
紀元前71年、ポンプティヌスはスパルタクスの乱の鎮圧において、マルクス・リキニウス・クラッススのレガトゥス（副官）として活躍した。紀元前63年には法務官に就任、キケロがカティリナの陰謀を暴くのを支援した。ポンプティヌスと同僚法務官のルキウス・ウァレリウス・フラックスは、アッロブロゲス族（en）がカティリナ一派に宛てた、陰謀に加担した場合の報酬を問う書簡を調べる責任者となった。翌紀元前62年、ポンプティヌスはガリア・トランサルピナ（アルプスの北側のガリア）の総督となり、レガトゥスの一人にはセルウィウス・スルピキウス・ガルバ（第6代皇帝ガルバの曽祖父）がいた。紀元前61年にはアッロブロゲス族の反乱を鎮圧、紀元前59年にはローマに戻ったが、プブリウス・セルウィウス・イサウリクスや小カト等、何人かの元老院議員の反対により、凱旋式は実施できなかった。
紀元前54年、ガルバが法務官に選ばれ、また執政官アッピウス・クラウディウス・プルケルの支援もあって、凱旋式を実施することが認められた。紀元前51年にキケロがキリキア属州の総督となると、ポンプティヌスも彼に同行している。

## 参考資料
- キケロ『属州総督に関して』、32.
- カッシウス・ディオ『ローマ史』、37.47-48, 39.65.1-2.
- ティトゥス・リウィウス『ローマ建国史』、Periochae 163.
- T. Corey Brennan, The Praetorship in the Roman Republic (Oxford University Press, 2000), p. 579 .